# Pycnocomeae
Pycnocomeae es una tribu de plantas perteneciente a la familia Euphorbiaceae. Comprende 2 subtribus y 7 géneros. El género tipo es: Pycnocoma Benth.
Subtribu Blumeodendrinae
Blumeodendron
Botryophora
Podadenia
Ptychopyxis
Subtribu Pycnocominae
Argomuellera
Droceloncia
Pycnocoma